# Sukorejo (Ulujami)
Sukorejo is een bestuurslaag in het regentschap Pemalang van de provincie Midden-Java, Indonesië. Sukorejo telt 6224 inwoners (volkstelling 2010).